# Matrimonio igualitario en Micronesia
Los Estados Federados de Micronesia no reconocen el matrimonio entre personas del mismo sexo, las uniones civiles ni ninguna otra forma de reconocimiento para las parejas homosexuales. Las leyes de sus cuatro estados no permiten los matrimonios entre personas del mismo sexo.

## Antecedentes
Micronesia cuenta con dos islas periféricas polinesias, Kapingamarangi y Nukuoro, que, al igual que muchas otras sociedades polinesias, podrían reconocer un rol cultural de tercer género. En Samoa y Samoa Americana, estas personas se conocen como fa'afafine y se consideran parte integral de la sociedad samoana. Históricamente, si deseaban casarse y tener hijos, se casaban con mujeres, lo que creaba la posibilidad de que los matrimonios entre personas con presentación femenina se celebraran en la cultura samoana. Es posible que exista una costumbre similar en estas dos islas, donde se las conocería como hakaahina en el idioma kapingamarangi y como hagahahine en el idioma nukuoro. En Chuuk existe una estructura similar de tercer género, donde a estas personas se les conoce como wininmwáán, que significa "mujeres que se comportan como hombres"; sin embargo, esto no significa necesariamente que las wininmwáán tengan relaciones sexuales con mujeres [o se casen con mujeres].
Según la Fundación de Derechos Humanos Kaleidoscope Australia en 2015, Micronesia «ha dado en los últimos años varias muestras de su apoyo a los derechos humanos, incluidos los de las personas LGBTI. A pesar de ello, los Estados Federados de Micronesia aún no han introducido cambios legislativos ni tomado otras medidas significativas para reconocer estos derechos». En 2018, Micronesia promulgó una legislación integral que prohíbe de discriminación en el empleo y otros ámbitos en razón de la orientación sexual, pero no reconoce las uniones entre personas del mismo sexo en ninguna forma. Como resultado, las parejas del mismo sexo no pueden acceder a los derechos y beneficios del matrimonio, como la herencia, los beneficios fiscales, la protección contra la violencia doméstica y la pensión alimenticia, entre otros. Las uniones civiles tampoco están reconocidas en Micronesia.
La Constitución de los Estados Federados de Micronesia no aborda el matrimonio ni la familia, ni prohíbe explícitamente los matrimonios entre personas del mismo sexo. No ha habido movimientos políticos ni sociales para legalizar los matrimonios entre personas del mismo sexo ni las uniones civiles, y el tema rara vez se debate en la sociedad civil.

## Leyes estatales
Las leyes de Pohnpei reconocen tres tipos de matrimonio: matrimonio civil estatutario, matrimonio religioso estatutario (en pohnpeiano: inou sarawi) y matrimonio consuetudinario estatutario (pwopwoud en tiahk en sahpw). El matrimonio igualitario no está prohibido explícitamente, pero las leyes generalmente se refieren a los cónyuges casados como «marido y mujer». El matrimonio civil requiere una licencia de matrimonio emitida por el gobernador de Pohnpei y su solemnización por las autoridades civiles. Los matrimonios religiosos son solemnizados por un ministro ordenado de una denominación religiosa, mientras que los matrimonios consuetudinarios se solemnizan según las tradiciones locales. La Constitución de Pohnpei no aborda expresamente el matrimonio, pero el Artículo 5 sobre «obligaciones familiares» establece: «Para fortalecer y mantener las buenas relaciones familiares en Pohnpei, según sea necesario, esta Constitución reconoce y protege la responsabilidad y la autoridad de los padres sobre sus hijos».
Las leyes estatutarias de Chuuk no prohíben los matrimonios entre personas del mismo sexo, pero generalmente se refieren a los cónyuges como «marido y mujer» o «el hombre» y «la mujer». Con respecto a un matrimonio entre uno o más extranjeros, los estatutos establecen: «El hombre al momento de contraer el matrimonio debe tener al menos 18 años de edad y la mujer al menos 16 años...». Además de los matrimonios civiles, el estado también reconoce los matrimonios consuetudinarios (en chuukés: apwúpwúlú fán eóreni) celebrados según las tradiciones locales de Chuuk. La Constitución de Chuuk no contiene una definición de matrimonio ni prohíbe el matrimonio entre personas del mismo sexo.
Los matrimonios consuetudinarios (en yapés: maabgol ni rogon yalean) también están reconocidos en Yap. La Constitución de Yap no contempla explícitamente el matrimonio entre personas del mismo sexo.
Las leyes matrimoniales en Kosrae presuponen que las parejas son de sexo opuesto. El artículo 16.101 del Código Estatal de Kosrae establece: «Un matrimonio celebrado en el Estado es válido si: (a) El hombre al momento del matrimonio tiene al menos dieciocho años y la mujer al menos dieciséis, y, si la mujer es menor de dieciocho años, el matrimonio cuenta con el consentimiento de al menos uno de sus padres o tutor; [...]». La Constitución de Kosrae establece que «la autoridad legal para celebrar ceremonias matrimoniales no recaerá en quienes ocupen cargos públicos, incluyendo al Gobernador, Vicegobernador, Presidente, Vicepresidente o cualquier magistrado del Tribunal Estatal». En enero de 2005 se propuso a la Legislatura del Estado de Kosrae una enmienda constitucional para prohibir los matrimonios entre personas del mismo sexo. Un comité presidido por Yosiwo George recomendó la aprobación de la medida, pero finalmente la prohibición no se convirtió en ley.

## Celebración religiosa
Las organizaciones religiosas más grandes de Micronesia son la Iglesia Católica Romana y la Iglesia Unida de Cristo. La Iglesia Católica no permite los matrimonios entre personas del mismo sexo en sus lugares de culto, mientras que la Iglesia Unida de Cristo, con sede en Estados Unidos, permite a su clero oficiar matrimonios entre personas del mismo sexo. Una resolución para permitir los matrimonios entre personas del mismo sexo en la Iglesia Unida recibió el apoyo de aproximadamente el 80 % de los delegados en el Sínodo General de 2005. Los pastores no tienen la obligación de solemnizar matrimonios entre personas del mismo sexo si esto viola sus creencias personales.
En diciembre de 2023, la Santa Sede publicó la Fiducia supplicans, una declaración que permite a los sacerdotes católicos bendecir a parejas que no se consideran casadas según la doctrina de la Iglesia, incluyendo la bendición de parejas del mismo sexo.